# Причелина

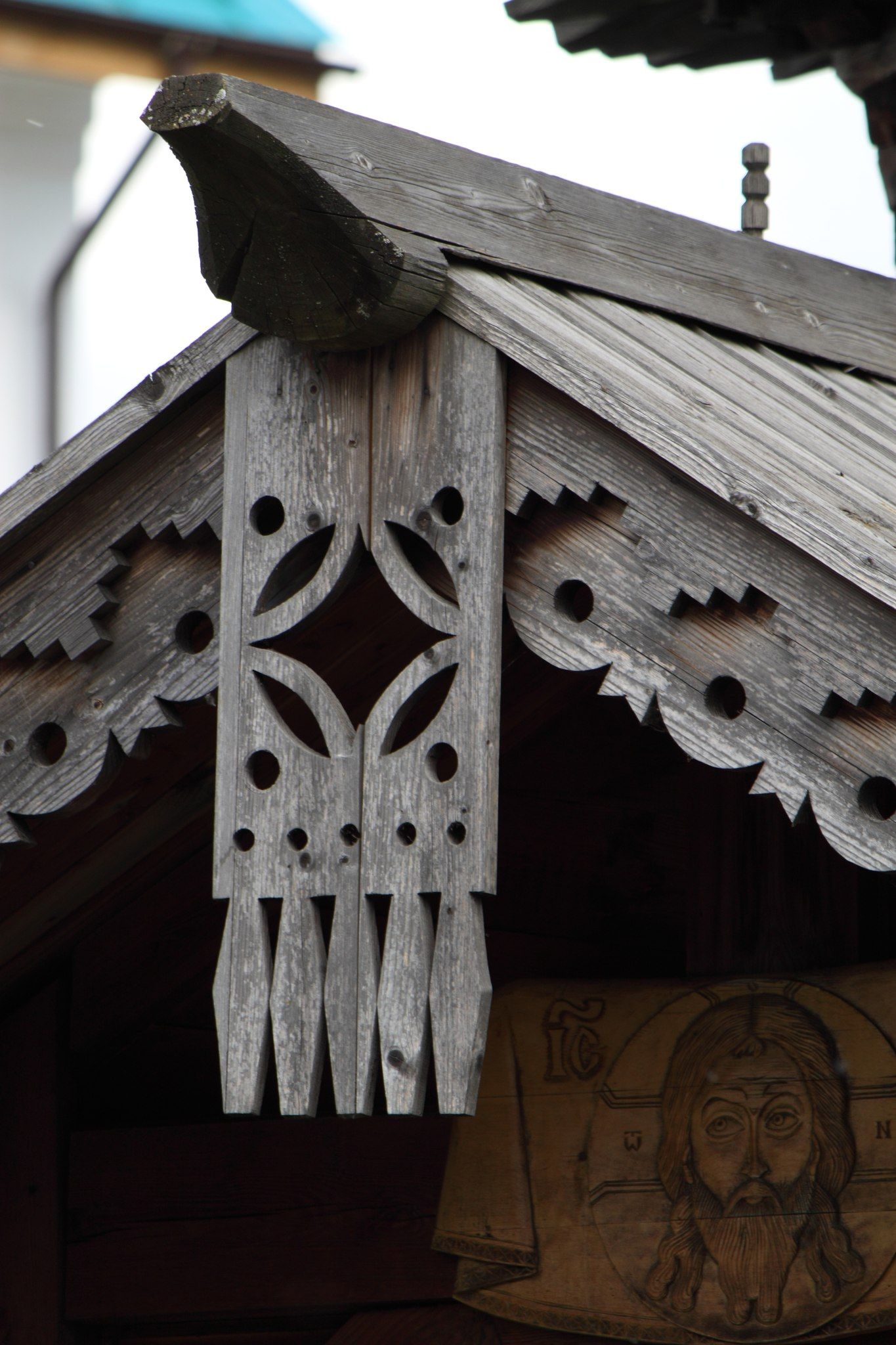
Вертикальное деревянное полотенце прикрывает причелины храма Серафима Вырицкого в Петербурге (Загребский бульвар, 26)

Причелина — элемент русского традиционного жилища, представляющий собой резную доску, которая прикрывает торец двускатной тесанной крыши.
Слово причелина связано с древнерусским обозначением лба, «чело». В украшениях причелин использовались солярные символы, волновые элементы, кресты. Существует мнение, что орнамент причелины указывал на связь дома с верхним миром, где находится солнце и «хляби небесные». Их изображение должно было защитить дом от негативного влияния небесных явлений. Стыки причелин закрывали вертикальные орнаментированные солярными символами доски, которые именовались полотенцами. Помимо декоративной функции причелина выполняла и утилитарную функцию, прикрывая подкровельные щели от влаги и ветра.